# 新橋 (澳門)
新橋（葡萄牙語：San Kio）是澳門半島西北方的一個開發比較早的社區。新橋區大致範圍是以三盞燈和渡船街為中心，北臨高士德大馬路和罅些喇提督大馬路、望廈山一帶，東至俾利喇街，西面與白鴿巢公園相接，南面則可以連勝街和亞豐素街為界、與大炮台山相望；另外該區亦與沙梨頭區、高士德區和塔石區相接。新橋本位於澳門半島的西北部，後因為不斷的填海造地，今日新橋區的位置已變成了整個澳門半島的幾何中心。新橋區全體面積約49,666平方米，常住人口約為8,000多人。

## 名字由來
新橋原指該區一道橋樑的名稱，為新建的橋樑之意。後來該橋樑拆卸，但居民仍沿用此作為附近一帶的地名。

## 地理
新橋並非填海所得之地，區內北部、東部比較平緩，西部、南部高度差則較大，因此新橋的東部和北部在雨季長期會有海水倒灌的情況出現。以往有蓮溪貫穿其間，是澳門半島內僅有的自然河流，現在則被填平為渡船街。新橋並非填海所得之地，地處“天主聖名之城”的城牆之外，該區的地形主要以平原為主，建築物以三盞燈為中心呈楔形分佈，形成舒適的空間尺度和環境，因此能夠吸引大量的人口。

## 歷史
未開發前的新橋區內，本來有一條名為蓮溪的小河流貫穿其間。蓮溪自澳門西北內港流入，灌溉新橋區一帶田地，是農民的水利。清同治年間，新橋區被葡萄牙人佔領。1919年，澳葡當局拓展新橋區，規劃三盞燈附近的馬路線，以三盞燈為中心，建設新橋區。葡萄牙人填平田畝建屋，開發新橋區成為新市鎮，又填平蓮溪開闢馬路，開始了新橋市區發展的歷史。從前的田間阡陌改稱「田畔街」，而昔日蓮溪泊滿了渡船，填平蓮溪而開闢的馬路今則稱為「渡船街」。
新橋地形主要以平原為主，建築物以三盞燈為中心呈楔形分佈，形成舒適的空間尺度和環境，因此能夠吸引大量的人口。所以新橋區自1553年葡萄牙人來澳前，新橋的聚落已經存在。無論是在舊城牆拆毀前還是拆毀後，是澳門其中一個歷史最久的重要聚落社區。種種優勢使新橋區在澳門開埠至今五百年來，社區的發展相對於其他舊區要平穩得多，直到1980年代初，仍是澳門主要的商業中心。

## 現況
新橋區面積約49,666平方米，常住人口約為8,000多人。該區土地使用以住宅商業混合為主，住商用地佔區內用地約45.7%；道路用地面積25.6%；休憩用地25.8%；空置土地1.9%；宗敎用地佔0.6%；敎育用地佔0.4%。由於新橋區內土地利用以住商混合為主，建築物底層常作商業用途。區內的建築物一般是建於上世紀七、八十年代的五層高樓宇，建築密集而低矮，空間格局略顯狹窄，常有人車爭路的情況出現。公共空間較少，有盧廉若公園和三盞燈，是典型的澳門舊城區。

## 商業
新橋區商舖當中，零售業佔50%左右，其次為服務業，佔20%左右，飮食業佔15%。新橋區是澳門舊城區中一個較為發達的商業中心，商業多元化且行業聚集的特色明顯。該區以零售業和飲食業為發達。飛能便度街、渡船街、俾利喇街、羅利老馬路末段以及有「澳門通菜街」之稱的義字街是新橋最旺的街區，零售業、尤其以服飾業更集中，假日時的暢旺程度僅次於新馬路區。飲食業方面，六十年代由於東南亞政局變化，大量華僑移居澳門，聚居三盞燈，所以則出現了以三盞燈圓形地現成為澳門的東南亞美食集中地。

## 交通

### 公共巴士
- 澳巴：7、8、8A、18、18A、18B、19
- 新福利：17、26